# Antoine Théodore de Viel de Lunas d'Espeuilles
Pour les articles homonymes, voir d'Espeuilles.
Antoine Théodore de Viel de Lunas d'Espeuilles, marquis d'Espeuilles (Saint-Honoré-les-Bains, 25 avril 1803 - Saint-Honoré-les-Bains, 31 décembre 1871) est un homme politique et agronome français.

## Biographie

### Vie privée
Il est le cinquième enfant et unique fils d'Antoine Louis François de Viel de Lunas d'Espeuilles, marquis d'Espeuilles (1761-1836) et de Marie Julie Suzanne Françoise Gabrielle de Roquefeuil (1770-1834).

### Vie publique
Le marquis, en 1830, fait partie des actionnaires de la Société de thermalisme qu'a constitué le préfet de la Nièvre en 1829, se promettant de construire un établissement thermal à Saint-Honoré-les-Bains.
En 1833, il fait ouvrir une école pour les filles et en confie la direction aux religieuses de la Sainte Famille. Cet établissement fonctionnera avec cinq sœurs.
Il fut un membre actif de la Société de Rallye-Bourgogne, animée par les Mac Mahon.
En 1835, il crée la manufacture de La Poterie de la Montagne et fait venir de Suisse les frères Meyer. En 1837, la poterie s'installe à proximité du château.
La Société de thermalisme, fondée en 1830, est dissoute en 1837. Le marquis d'Espeuilles rachète pour son compte les sources et les bâtiments existants à la barre du tribunal de Nevers. Il ne fonde l'établissement thermal qu'en 1851, dont les travaux seront achevés en 1854 et qui sera inauguré en juillet 1855. C'est l'architecte de la ville de Château-Chinon, Andoche Parthiot (1821-1900) qui est chargé des travaux, la partie hydraulique étant assurée par Jules François, ingénieur des mines. Il fait également construire un casino qui sera doté d'un théâtre ultérieurement, et il fait réaliser les aménagements du parc thermal dans lequel il avait fait, en 1855, construire une chapelle. Il souhaite donner de la notoriété à son établissement et ses eaux seront déclarées d'intérêt public le 28 avril 1860. Il sera, pendant plus de vingt ans, le premier magistrat de la commune. Ses enfants reprendront plus tard les thermes.

## Famille
Il épouse en premières noces, le 30 avril 1829, Antoinette Pauline Le Peletier de Rosanbo (1807-1832), fille de Louis VI Le Peletier de Rosanbo, 4e marquis de Rosanbo et d'Henriette Geneviève d'Andlau. Ils ont deux enfants.
- Antonin de Viel de Lunas d'Espeuilles, marquis d'Espeuilles (19 mai 1831 - 21 novembre 1913) épouse Caroline Marie Eugénie Philippine Ghislaine Maret de Bassano (9 avril 1847 - 27 octobre 1938), dont descendance ;
- Pauline de Viel de Lunas d'Espeuilles (? - ?), célibataire, sans enfants.

Il épouse en secondes noces, le 21 juin 1836, Louise Françoise de Chateaubriand (1816-1896), fille de Geoffroy de Chateaubriand, comte de Chateaubriand et d'Henriette Félicie Zélie d'Orglandes. Ils ont deux enfants.
- Marguerite de Viel de Lunas d'Espeuilles (mai 1837 - 21 novembre 1839), célibataire, sans enfants ;
- Marie Louis Albéric de Viel de Lunas d'Espeuilles, comte d'Espeuilles (12 septembre 1840 - 23 novembre 1931) épouse Marguerite Adrienne de Caulaincourt (19 avril 1850 - 27 décembre 1914), dont descendance.

## Distinctions

### Décorations françaises
- Chevalier de la Légion d'honneur